# Chionaema luzonica
Chionaema luzonica là một loài bướm đêm thuộc phân họ Arctiinae, họ Erebidae.